# Pamela McGee
Pamela McGee, född den 1 december 1962, uppvuxen i Flint, Michigan, är en amerikansk basketspelerska som tog tog OS-guld 1984 i Los Angeles. Detta var USA:s tredje OS-guld i dambasket någonsin. Hon har spelat för Sacramento Monarchs och Los Angeles Sparks.